# ElPozo Murcia
ElPozo Murcia – hiszpański klub futsalu z siedzibą w Murcji. Od sezonu 1989/1990 występuje w Primera División (wszystkie edycje).

## Sukcesy
- UEFA Futsal Cup: 2003/2004
- Mistrzostwo Hiszpanii (5): 1993/94, 2005/06, 2006/07, 2008/09, 2009/10
- Puchar Hiszpanii (4): 1995, 2003, 2008, 2010
- Superpuchar Hiszpanii (4): 1995, 2006, 2009, 2012